# Elisabeth Dispannet

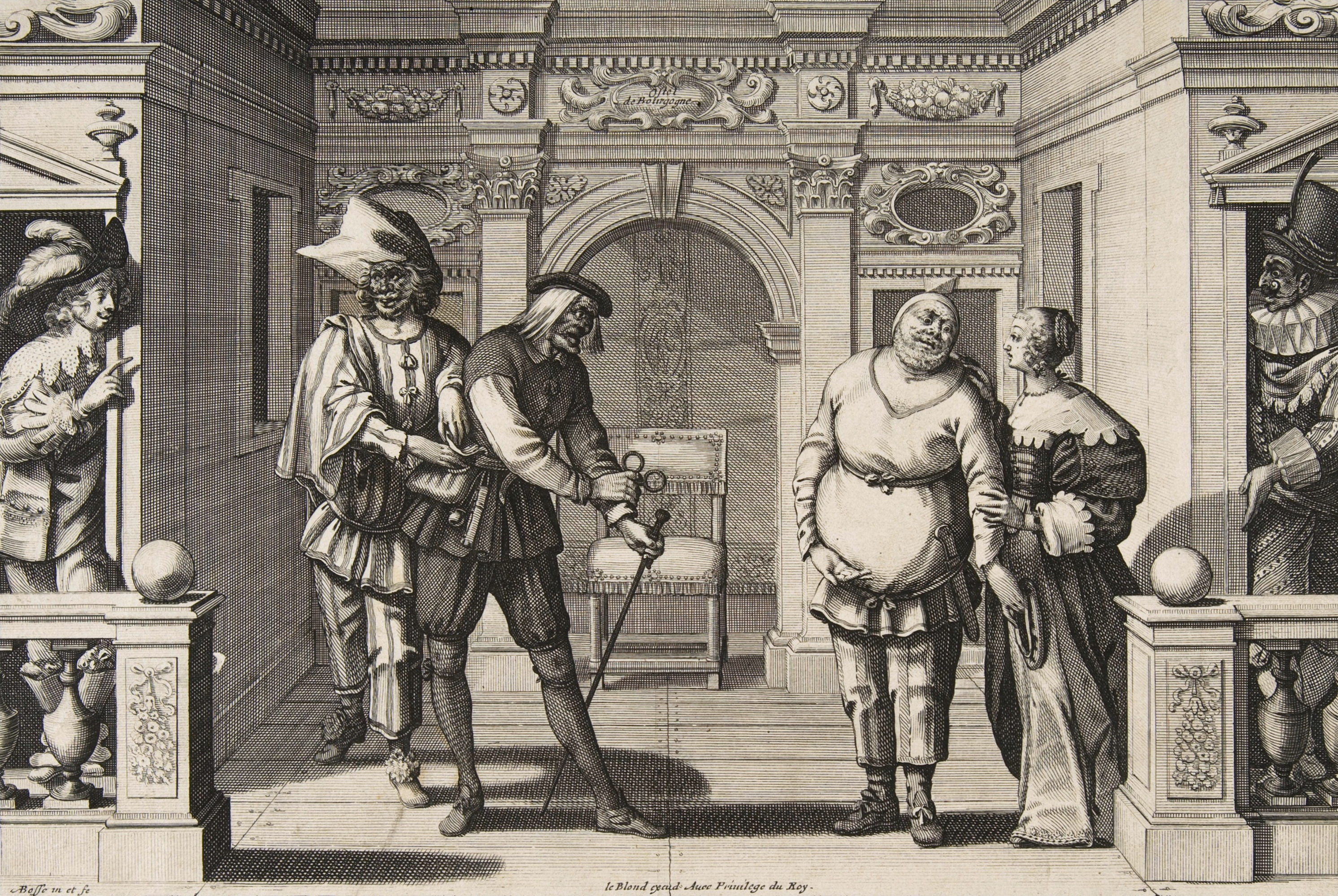
Abraham Bosse, Actors at the Hotel de Bourgogne 2, cirka 1633–1634. Elisabeth Dispannet (till höger) avbildad med några av sina kolleger.

Elisabeth Dispannet, död efter 1633, var en fransk skådespelare. Hon var känd under artistnamnet Mademoiselle Valliot.
Hon gifte sig 1620 med aktören Jean Valliot, som troligen avled 1627. 
Hon var engagerad vid Hôtel de Bourgognes teater. Det var vid denna tid den enda teatern i Paris, och den första permanenta teatern, då denna konstform tidigare endast hade utförts av kringresande teatersällskap. Kvinnliga aktörer är bekräftade där sedan två år och fem av dem är identifierade 1632, bland dem Elisabeth Dispannet. 
Hon och Madeleine Lemeine var teaterns två stjärnskådespelerskor och tillhörde Paris mest omtalade skådespelerskor. Det finns bevarade listor över vilka skådespel som uppfördes vid teatern, men inte vem som spelade vilken roll, och hennes rolltolkningar är därför till stor del okända. Man vet till exempel att Lemeine och Valliot utförde rollerna Mlle Gaultier och Mlle Boniface i farsen La Comedie des comediens av Georges de Scudéry, vilken uppfördes på teatern 1632–1633, eftersom det var pjäsens två kvinnoroller, men inte vem som spelade vilken roll. De tycks ha spelat företrädesvis i komedier, farser och även byxroller. 
Dispannet nämns av Gédéon Tallemant des Réaux tillsammans med de övriga skådespelerskorna verksamma i 1630-talets Paris. Han beskrev henne som "en så vacker person som man någonsin kunde tänka sig". Hon hade ett förhållande med den femton år yngre markis Armentiéres, som finansierade hennes pensionering från teatern.